# آنا فرازير
آنا فرازير هي متزحلقة حرة كندية، ولدت في 25 يوليو 1963 في كندا.

## وصلات خارجية
- آنا فرازير على موقع الاتحاد الدولي للتزلج (التزلج الحر) (الإنجليزية)
- آنا فرازير على موقع أوليمبيديا (الإنجليزية)